# 永田洋子
永田 洋子（ながた ひろこ、1945年〈昭和20年〉2月8日 - 2011年〈平成23年〉2月5日）は、日本のテロリスト、新左翼活動家。連合赤軍中央委員会副委員長を務めた。複数のリンチ・殺人で死刑が確定していたが、執行前に脳腫瘍のため東京拘置所で獄死した。

## 経歴
東京都本郷区元町（現・文京区本郷）出身。本籍地は神奈川県横浜市、元住居は川崎市。生まれた2か月後に横浜市港北区綱島に疎開し、小学4年までは父親が勤務する電機会社の寮に住んでいた。
調布中学校・高等学校（現・田園調布学園中等部・高等部）を経て1963年に共立薬科大学薬学部に入学、在学中に共産主義者同盟マルクス・レーニン主義派の学生組織（社学同ML派）の活動に参加するようになり、1964年5月に社学同ML派に加盟する。
1967年の卒業後は、慶應義塾大学病院の研究生となり、同病院の薬局で無給の医局員を務めた後、東京都品川区の三水会病院や済生会病院に勤務。この間、1967年5～6月頃、かつて社学同ML派に参加していた縁で、社学同ML派元幹部河北三男と川島豪による分派「警鐘」にオルグされ参加、女性解放問題やボーナス団体交渉などの労働運動にかかわり、一定の成果を挙げるが、その後組織からの指示と本人の希望で、薬剤師の仕事を辞め、活動に専従する。
その後、三里塚闘争で活動し、「警鐘」と日本共産党を除名された神奈川県の親中国派が合同した日本共産党（左派）神奈川県委員会を経て、河北三男と川島を指導者とする日本共産党（革命左派）神奈川県委員会のメンバーとなる。革命左派（京浜安保共闘）では、石井功子、川島陽子とともに「京浜安保のおんな3戦士」と呼ばれた。「警鐘」に端を発する河北三男、川島グループの活動家としては古参に属するが、有力メンバーとは見なされておらず、正式な党員として認められたのは、1969年4月の革命左派結成時とかなり遅かった。
1969年末の川島豪議長らの逮捕以後は、獄外指導部のメンバーの一人となる。1970年9月には指導部の投票により最高指導者となる。当時、永田は最高指導者にふさわしい人物とは見なされていなかったが、機関紙が書ける、重役についていないので余裕がある、（他のメンバーが）自分はやりたくない、といった理由で最高指導者に選出された。指導部は引き続き集団指導体制であった。
永田はその後、指導部の最高責任者として上赤塚交番襲撃事件や真岡銃砲店襲撃事件に関与。印旛沼事件では元同志2人の殺害を指示したが、その際薬学の知識を生かして、睡眠薬を手配・調合した。永田は印旛沼事件に際して「中核派ですら内ゲバで人を殺しているんだから」と言い、これを合理化したことがあったという。
1971年より、共産主義者同盟赤軍派との連携を指導し、7月には両派の合同による「連合赤軍」（当初は「統一赤軍」）を名目上結成。12月には革命左派獄外指導者として、川島豪（獄中）との絶縁を宣言、赤軍派と「新党」を結成する。「新党」では副委員長に就任し、委員長の森恒夫に次ぐナンバー2となる。
1972年2月17日、森と共に一度下山した後、活動資金を持ってキャンプに戻ろうとしたところ、妙義湖から1kmほどの山中で山狩り中の警官隊に発見された。森が、匕首を使って激しく抵抗をしたが、揃って逮捕された。森の所持金は約343万円、永田の所持金は約46万円であった。
逮捕後、連合赤軍がなぜ同志12名の殺害という最悪の失敗に終わったのかを考え、連合赤軍を総括するため、川島豪（獄中）率いる革命左派に復帰する。しかし、川島による連合赤軍の「反米愛国路線の放棄」という総括に対しては、反米愛国路線に内実など無かったとして反発。連合赤軍事件のより深い考察を主張していた赤軍派議長の塩見孝也（獄中）寄りの立場を取るが、この塩見との接触を理由に革命左派から「永久除名」される。
その後は、塩見と連合赤軍総括を共にし、1974年の塩見による赤軍派プロ革派の結成に、赤軍派出身の植垣康博や坂東國男らと共に参加する。1980年には、連合赤軍事件を森・永田ら連合赤軍指導部の資質の問題と主張するようになった塩見と決別し、以降植垣と共に連合赤軍総括に取り組む。1982年発表の自著『十六の墓標』の序文では、川島豪と塩見孝也について、「（川島も塩見も）どちらも既に行っていた自分たちの総括を受け入れるように私をオルグするだけで、連合赤軍問題の事実報告を要求しようとはしなかった。」と書いている。
1983年の判決（死刑）では、山岳ベース事件は永田が主導したものとされ、その原因を永田の「不信感、猜疑心、嫉妬心、敵愾心」「女性特有の執拗さ、底意地の悪さ、冷酷な加虐趣味」だとした。永田は事実誤認があるとしてただちに控訴を決定、永田と歩調を合わせていた植垣、支援者の説得で控訴を決意した坂口と共に控訴する。
判決は控訴審・上告審でも覆されなかったが、永田は判決を受け入れないことを表明し続けた。なお、連合赤軍最高指導者の森恒夫（自殺）は印旛沼事件の圧力などを理由に、同志殺害の原因は永田や革命左派だとしたが、具体的な同志の摘発・殺害については自身の理論を述べている。永田に次ぐ地位にあった坂口弘は、事件は森主導で永田は森に追随したとしている。
脳腫瘍を患いながらの裁判の末、1993年2月19日に最高裁判所で死刑の確定判決。2001年に再審請求していたが、東京地裁は2006年11月28日に請求を棄却する決定をした。弁護人は刑事訴訟法の規定に従い、死刑を執行しないよう法務省に申し入れていた。
永田は、再審請求棄却の半年前に脳腫瘍で倒れ、脳腫瘍の手術以降は寝たきりの状態になっているとされ、2008年に行われた世界死刑廃止デーの記念イベントで、東京拘置所で危篤状態になっていることが報告された。晩年は会話ができない状態となり、2011年2月5日午後10時6分、東京拘置所で脳萎縮、誤嚥性肺炎のため獄死。65歳没。

## 逸話
- 坂東の『永田洋子さんへの手紙』は東京拘置所によって長らく閲覧不許可とされ、永田がこれを読めたのは9年後の死刑確定直前（1993年2月）であった。永田の坂東への返信は著書『獄中からの手紙』に収められている。
- 永田は同志殺害の原因を革命運動の抱える問題によるものとしており、革命運動とは無関係な永田の個人的資質・個人的欲望が原因だとする判決の主張には強く反発している。永田は同志殺害の本質は日本の左翼に顕著な党派主義や左翼党派が当然の前提としてきた一党独裁にあるとし、連合赤軍事件と社会主義国・共産主義政党がしばしば引き起こしている暴力事件・虐殺事件との類似性を指摘している[要出典]。また、高橋和巳の『内ゲバの論理はこえられるか』を引用し、連合赤軍の同志殺害をはじめとした左翼運動内部での暴力を支えているのは「無私の精神」（党派への徹底した忠誠心・献身性・自己犠牲）や「共犯関係の導入による結束維持」（内部・外部への犯罪による一蓮托生の関係の創出）であるとし、それらの克服を訴えている。永田は連合赤軍事件や中核派・解放派・革マル派の際限のない内ゲバ殺人が「日本の革命運動の致命的な欠点を誰の目にも明らかな形でつきつけることになった」としている。
- 植垣康博によると、永田は自我というものを持っておらず、常に自分を支えてくれる男性を必要とし、且つその男性の思想に容易に染まりあたかもそれを自分自身の思想のように述べていたという。すなわち永田は山岳ベース事件においては森恒夫の、その後の裁判においては当初は塩見孝也の、後に塩見と決別してからは植垣の言うことをそのまま信じ込んでおり、また連合赤軍以前においては川島豪の強い影響下にあったと推測されるという。植垣はこのようにその時々の男の言うことをあたかも自分自身の考えのように言う永田を、チェーホフの短編小説『可愛い女』の主人公オーレンカに喩えている。
- 著書『十六の墓標』の「16」という数字は山岳ベース事件の同志12名の殺害、印旛沼事件の同志2名の殺害、上赤塚交番襲撃事件での柴野春彦死亡、森恒夫の自殺を合わせた数字である。

## その他
2001年公開の映画『光の雨』では、永田をモデルにした新左翼幹部、上杉和枝（厳密には劇中劇での役）を裕木奈江が演じて話題となった。それまでの裕木のイメージから一変、永田の気性を演じきった。一方、関係者の大半を実名で描いた2008年公開の映画『実録・連合赤軍 あさま山荘への道程』では並木愛枝が永田の役を演じている。
山本直樹の漫画『レッド』(2006-2018年)で描かれる赤城容子のモデルが、永田洋子

## 著書
- 十六の墓標 炎と死の青春（上下2巻、彩流社、1982年～1983年）
- 『氷解 女の自立を求めて』講談社、1983年6月30日。NDLJP:12246254。
- 私生きてます 死刑判決と脳腫瘍を抱えて（彩流社、1986年）
- 愛と命の淵に 瀬戸内寂聴・永田洋子往復書簡（福武書店、1987年）
- 続十六の墓標 連合赤軍敗北から十七年（彩流社、1990年）
- 獄中からの手紙（彩流社、1993年）